# Elisabeth von Bayern (1329–1402)
Elisabeth von Bayern (* 1329; † 2. August 1402 in Stuttgart) war eine deutsche Adlige. Sie war Herrin von Verona und Gräfin von Württemberg.
Elisabeth war die älteste Tochter des Kaisers Ludwig IV. aus seiner Ehe mit Margarete von Holland. Am 22. November 1350 heiratete sie Cangrande II. della Scala aus der Familie der Scaliger. Cangrande II. war seit dem Tod seines Onkels Alberto II. della Scala am 13. September 1352 Herr von Verona. Er fiel am 14. Dezember 1359 einem Attentat seines Bruders Cansignorio della Scala zum Opfer. Die Ehe blieb kinderlos.
1362 heiratete Elisabeth Ulrich von Württemberg, den Sohn und designierten Nachfolger des Grafen Eberhard II. Aus dieser Ehe ging der spätere Graf Eberhard III. hervor. Ulrich starb am 23. August 1388 in der Schlacht bei Döffingen, bevor er die Regierung in Württemberg übernehmen konnte.